# انتروکوک آویوم
انتروکوک آویوم (Enterococcus avium) گونه ای از انتروکوک است که بیشتر در ‍‍‍پرندگان یافت می شود. این باکتری به ندرت در انسان ایجاد عفونت می کند و در صورت مقاومت به وانکومایسین، انتروکوک آویوم مقاوم به وانکومایسین (VERA) نامیده می شود. این سویه ها را می توان با آنتی بیوتیک لینزولید به‌طور موفقیت آمیزی درمان کرد.